# Le Gros-Morne

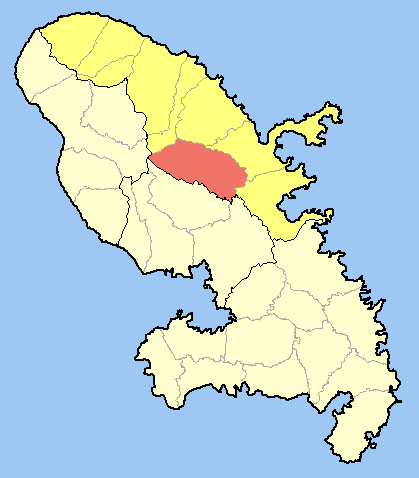
Situació de Le Gros-Morne

Le Gros-Morne és un municipi francès, situat a la regió de Martinica. El 2009 tenia 11.001 habitants. Es troba al centre de l'illa.

## Barris
Dosithée, Glotin, Croix Blanche, Poirier, La Fraicheur, La vierge, Rivière Lézarde 1, Rivière Lézarde 2, Petite Lézarde, Dessaint, Croix Odilon, Trou la guerre, Bois-Lézard, Tamarins, Tracée, Petite tracée 1, Petite tracée 2, Dumaine, Lesséma, La Borélie, Flamboyants, Deux-Terres, Terres Curiales, Rivière Pomme, Morne Congo, Magnan, Birot, Croix Jubilée, Duverger, Dénel, Calvaire, Sinaï, Morne des olives, Dominant, Croix Girin, Bois d'inde, Saint Maurice.

## Administració
| Període   | Identitat            | Partit        |
| --------- | -------------------- | ------------- |
| 1983-2008 | Anicet Thurinay      | FMP           |
| 2008-     | Albert Jean-Zéphirin | Divers gauche |

## Història
La regió de Gros Morne i més en general Cabesterre era poblada pels kali'na. La colonització d'aquesta regió pels francesos van portar a una guerra amb els amerindis. Durant el període 1654-1658 es produí un veritable extermini dels kali'na dirigit pels colons. Els supervivents van fugir a Dominica i Saint Vincent. A finals del segle xvii, la regió es desenvolupà. Fins al 1743 Le Gros Morne era un barri de la parròquia de La Trinité, quan va construir la seva pròpia parròquia
Durant la Revolució francesa, Le Gros Morne fou la capital de l'illa des de 1790, quan el comte de Damas amb els seus seguidors del partit del camp s'hi refugiar-se en resposta a l'atac del partit de la ciutat.
La primera organització de Martinica en comunes data de 1837. Aleshores l'illa va ser dividida en 20 municipis, incloent Le Gros Morne.